# シンディ・クラッセン
シンディ・クラッセン（Cindy Klassen、1979年8月12日 - ）はカナダの女子スピードスケート選手。マニトバ州ウィニペグ出身。

## 経歴
4歳の頃からアイスホッケーを始め、カナダ代表のユースチームに所属。1998年の長野オリンピックから実施された「女子アイスホッケー」のカナダ代表を目指していたが最終選考で落選し、18歳でスピードスケートに転向した。
すぐに才能を発揮し、2002年ソルトレークシティオリンピックの3000mで銅メダルを獲得。
その後、練習中に他の選手と衝突して右腕の腱を切るという大怪我に見舞われ、2003-2004シーズンを棒に振った。
2006年トリノオリンピックでは金1、銀2、銅2の計5個のメダルを獲得。1大会で5個のメダルを獲得した最初のカナダ人選手となった。またスピードスケート競技では、1980年レークプラシッドオリンピックで5個の金メダルを獲得したエリック・ハイデンに並ぶタイ記録となった。閉会式では旗手を務めた。
トリノオリンピックの後、カナダのアマチュア選手としては異例の約100万カナダドルでマニトバ・テレコム・サービス(MTS)とスポンサー契約を結んだ。さらにマクドナルドと契約した。2006年12月、カナダの年間最優秀スポーツ選手に与えられるルー・マーシュ賞を受賞した。
2010年バンクーバーオリンピックではメダルは獲得できなかった。2013年にソチオリンピック後の現役引退を表明したが、オリンピックには出場できなかった。2015年正式に現役引退した。

## 自己記録

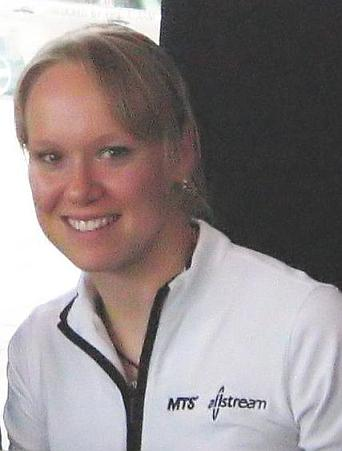
2006年、トロントにて

| 種目          | 記録       | 日時           | 場所               |
| ------------- | ---------- | -------------- | ------------------ |
| 500メートル   | 37秒51     | 2006年3月18日  | カルガリー         |
| 1000メートル  | 1分13秒11  | 2006年3月25日  | カルガリー         |
| 1500メートル  | 1分51秒79  | 2005年11月20日 | ソルトレイクシティ |
| 3000メートル  | 3分53秒34  | 2006年3月18日  | カルガリー         |
| 5000メートル  | 6分48秒97  | 2006年3月19日  | カルガリー         |
| 10000メートル | 15分17秒63 | 2002年3月25日  | ヘーレンフェーン   |

## 世界記録
クラッセンは通算で17回世界記録を更新した。2006年3月18日に出した3000mの世界記録は13年間に渡って破られなかった。2019年10月現在も以下の種目で世界記録を保持している。
| 種目          | 記録            | 日時                  | 場所       |
| ------------- | --------------- | --------------------- | ---------- |
| スモール複合* | 154.580ポイント | 2006年3月18日-3月19日 | カルガリー |

*スモール複合の記録は500m、1500m、3000m、5000mの記録を500m単位に割って算出される。